# Akademické mistrovství světa v orientačním běhu 2016
20. Akademické mistrovství světa v orientačním běhu proběhlo ve Maďarsku ve dnech 30. července až 4. srpna 2016. Centrem závodů AMS byl Miskolc.
Závodů se zúčastnilo celkem 266 závodníků (150 mužů a 116 žen) z 34 zemí.

## Program závodů
Program Mistrovství světa:
| Den          | Závod             | Centrum závodu |
| ------------ | ----------------- | -------------- |
| 30. červenec | zahájení          | Miskolc        |
| 31. červenec | sprint            | Miskolc        |
| 1. srpen     | klasická trať     | Miskolc        |
| 2. srpen     | sprintové štafety | Miskolc        |
| 3. srpen     | krátká trať       | Miskolc        |
| 4. srpen     | štafety           | Miskolc        |

## Závod ve sprintu (Sprint)
| Zkrácené výsledky                                                                 | Zkrácené výsledky                                                                 | Zkrácené výsledky                                                                 | Zkrácené výsledky                                                                 | Zkrácené výsledky                                                               | Zkrácené výsledky                                                               | Zkrácené výsledky                                                               | Zkrácené výsledky                                                               |
| Muži                                                                              | Muži                                                                              | Muži                                                                              | Muži                                                                              | Ženy                                                                            | Ženy                                                                            | Ženy                                                                            | Ženy                                                                            |
| --------------------------------------------------------------------------------- | --------------------------------------------------------------------------------- | --------------------------------------------------------------------------------- | --------------------------------------------------------------------------------- | ------------------------------------------------------------------------------- | ------------------------------------------------------------------------------- | ------------------------------------------------------------------------------- | ------------------------------------------------------------------------------- |
| - Traťové parametry: 3,6 km, 120 m převýšení, 23 kontrol. - Mapa: - 112 závodníků | - Traťové parametry: 3,6 km, 120 m převýšení, 23 kontrol. - Mapa: - 112 závodníků | - Traťové parametry: 3,6 km, 120 m převýšení, 23 kontrol. - Mapa: - 112 závodníků | - Traťové parametry: 3,6 km, 120 m převýšení, 23 kontrol. - Mapa: - 112 závodníků | - Traťové parametry: 3,3 km, 115 m převýšení, 21 kontrol. - Mapa: - 84 závodnic | - Traťové parametry: 3,3 km, 115 m převýšení, 21 kontrol. - Mapa: - 84 závodnic | - Traťové parametry: 3,3 km, 115 m převýšení, 21 kontrol. - Mapa: - 84 závodnic | - Traťové parametry: 3,3 km, 115 m převýšení, 21 kontrol. - Mapa: - 84 závodnic |
| Umístění                                                                          | Jméno                                                                             | Čas                                                                               | Ztráta                                                                            | Umístění                                                                        | Jméno                                                                           | Čas                                                                             | Ztráta                                                                          |
| Zlatá medaile                                                                     | Kristian Mark Jones                                                               | 13:49                                                                             |                                                                                   | Zlatá medaile                                                                   | Denisa Kosová                                                                   | 16:28                                                                           |                                                                                 |
| Stříbrná medaile                                                                  | Jonas Egger                                                                       | 14:22                                                                             | +0:33                                                                             | Stříbrná medaile                                                                | Anna Dvorianskaia                                                               | 16:37                                                                           | +0:09                                                                           |
| Bronzová medaile                                                                  | Florian Schneider                                                                 | 14:31                                                                             | +0:42                                                                             | Stříbrná medaile                                                                | Maija Sianoja                                                                   | 16:37                                                                           | +0:09                                                                           |
| 4                                                                                 | Jan Petržela                                                                      | 14:54                                                                             | +1:05                                                                             | 4                                                                               | Laura Ramstein                                                                  | 16:44                                                                           | +0:16                                                                           |
| 4                                                                                 | Miloš Nykodým                                                                     | 14:54                                                                             | +1:05                                                                             | 5                                                                               | Bettina Aebi                                                                    | 16:54                                                                           | +0:26                                                                           |
| 6                                                                                 | William Jonathan Gardner                                                          | 15:02                                                                             | +1:13                                                                             | 6                                                                               | Ingjerd Myhre                                                                   | 17:06                                                                           | +0:38                                                                           |
| Informace a oficiální výsledky sprintu                                            |                                                                                   |                                                                                   |                                                                                   |                                                                                 |                                                                                 |                                                                                 |                                                                                 |

## Závod na klasické trati (Long)
| Zkrácené výsledky                                                                  | Zkrácené výsledky                                                                  | Zkrácené výsledky                                                                  | Zkrácené výsledky                                                                  | Zkrácené výsledky                                                               | Zkrácené výsledky                                                               | Zkrácené výsledky                                                               | Zkrácené výsledky                                                               |
| Muži                                                                               | Muži                                                                               | Muži                                                                               | Muži                                                                               | Ženy                                                                            | Ženy                                                                            | Ženy                                                                            | Ženy                                                                            |
| ---------------------------------------------------------------------------------- | ---------------------------------------------------------------------------------- | ---------------------------------------------------------------------------------- | ---------------------------------------------------------------------------------- | ------------------------------------------------------------------------------- | ------------------------------------------------------------------------------- | ------------------------------------------------------------------------------- | ------------------------------------------------------------------------------- |
| - Traťové parametry: 13,8 km, 655 m převýšení, 23 kontrol. - Mapa: - 103 závodníků | - Traťové parametry: 13,8 km, 655 m převýšení, 23 kontrol. - Mapa: - 103 závodníků | - Traťové parametry: 13,8 km, 655 m převýšení, 23 kontrol. - Mapa: - 103 závodníků | - Traťové parametry: 13,8 km, 655 m převýšení, 23 kontrol. - Mapa: - 103 závodníků | - Traťové parametry: 9,8 km, 420 m převýšení, 20 kontrol. - Mapa: - 73 závodnic | - Traťové parametry: 9,8 km, 420 m převýšení, 20 kontrol. - Mapa: - 73 závodnic | - Traťové parametry: 9,8 km, 420 m převýšení, 20 kontrol. - Mapa: - 73 závodnic | - Traťové parametry: 9,8 km, 420 m převýšení, 20 kontrol. - Mapa: - 73 závodnic |
| Umístění                                                                           | Jméno                                                                              | Čas                                                                                | Ztráta                                                                             | Umístění                                                                        | Jméno                                                                           | Čas                                                                             | Ztráta                                                                          |
| Zlatá medaile                                                                      | Rassmus Andersson                                                                  | 1:23:59                                                                            |                                                                                    | Zlatá medaile                                                                   | Anna Haataja                                                                    | 1:14:27                                                                         |                                                                                 |
| Stříbrná medaile                                                                   | Kaspar Hägler                                                                      | 1:26:24                                                                            | +2:25                                                                              | Stříbrná medaile                                                                | Ingjerd Myhre                                                                   | 1:14:36                                                                         | +0:09                                                                           |
| Bronzová medaile                                                                   | Johan Runesson                                                                     | 1:29:44                                                                            | +5:45                                                                              | Bronzová medaile                                                                | Miia Niittynen                                                                  | 1:15:15                                                                         | +0:48                                                                           |
| 4                                                                                  | Anton Sjokvist                                                                     | 1:29:55                                                                            | +5:56                                                                              | 4                                                                               | Helena Karlsson                                                                 | 1:16:03                                                                         | +1:36                                                                           |
| 5                                                                                  | Ivan Sirakov                                                                       | 1:30:19                                                                            | +6:20                                                                              | 5                                                                               | Jana Knapová                                                                    | 1:16:21                                                                         | +1:54                                                                           |
| 6                                                                                  | Einari Heinaro                                                                     | 1:30:40                                                                            | +6:41                                                                              | 6                                                                               | Sina Tommer                                                                     | 1:16:34                                                                         | +2:07                                                                           |
| Informace a oficiální výsledky klasiky                                             |                                                                                    |                                                                                    |                                                                                    |                                                                                 |                                                                                 |                                                                                 |                                                                                 |

## Závod smíšených sprintových štafet (Mixed relay)
| - Traťové parametry: - Mapa: - 24 štafet          |                                                                                                 |       |        |
| Umístění                                          | Jména                                                                                           | Čas   | Ztráta |
| Zlatá medaile                                     | Velká Británie Charlotte Ward Peter James Hodkinson Kristian Mark Jones Megan Els Carter-Davies | 54:57 |        |
| Stříbrná medaile                                  | Česko Jana Knapová Miloš Nykodým Jan Petržela Denisa Kosová                                     | 55:47 | +0:50  |
| Bronzová medaile                                  | Norsko Sigrid Alexandersen Emil Ahlbäck Trond Einar Moen Pedersli Ingjerd Myhre                 | 56:11 | +1:14  |
| 4                                                 | Švédsko Elin Mansson Jakob Enmark Oskar Sjöberg Lilian Forsgren                                 | 56:24 | +1:27  |
| 5                                                 | Švýcarsko Anina Brunner Christoph Meier Jonas Egger Kerstin Ullmann                             | 56:29 | +1:32  |
| 6                                                 | Rusko Anna Dvorianskaia Pavel Zarevenko Nikita Stepanov Tatiana Bevza                           | 56:31 | +1:34  |
| Informace a oficiální výsledky sprintových štafet |                                                                                                 |       |        |

## Závod na krátké trati (Middle)
| Zkrácené výsledky                                                                 | Zkrácené výsledky                                                                 | Zkrácené výsledky                                                                 | Zkrácené výsledky                                                                 | Zkrácené výsledky                                                               | Zkrácené výsledky                                                               | Zkrácené výsledky                                                               | Zkrácené výsledky                                                               |
| Muži                                                                              | Muži                                                                              | Muži                                                                              | Muži                                                                              | Ženy                                                                            | Ženy                                                                            | Ženy                                                                            | Ženy                                                                            |
| --------------------------------------------------------------------------------- | --------------------------------------------------------------------------------- | --------------------------------------------------------------------------------- | --------------------------------------------------------------------------------- | ------------------------------------------------------------------------------- | ------------------------------------------------------------------------------- | ------------------------------------------------------------------------------- | ------------------------------------------------------------------------------- |
| - Traťové parametry: 5,6 km, 205 m převýšení, 23 kontrol. - Mapa: - 112 závodníků | - Traťové parametry: 5,6 km, 205 m převýšení, 23 kontrol. - Mapa: - 112 závodníků | - Traťové parametry: 5,6 km, 205 m převýšení, 23 kontrol. - Mapa: - 112 závodníků | - Traťové parametry: 5,6 km, 205 m převýšení, 23 kontrol. - Mapa: - 112 závodníků | - Traťové parametry: 4,4 km, 130 m převýšení, 18 kontrol. - Mapa: - 87 závodnic | - Traťové parametry: 4,4 km, 130 m převýšení, 18 kontrol. - Mapa: - 87 závodnic | - Traťové parametry: 4,4 km, 130 m převýšení, 18 kontrol. - Mapa: - 87 závodnic | - Traťové parametry: 4,4 km, 130 m převýšení, 18 kontrol. - Mapa: - 87 závodnic |
| Umístění                                                                          | Jméno                                                                             | Čas                                                                               | Ztráta                                                                            | Umístění                                                                        | Jméno                                                                           | Čas                                                                             | Ztráta                                                                          |
| Zlatá medaile                                                                     | Oskar Sjöberg                                                                     | 33:11                                                                             |                                                                                   | Zlatá medaile                                                                   | Lilian Forsgren                                                                 | 32:12                                                                           |                                                                                 |
| Stříbrná medaile                                                                  | Pavel Kubát                                                                       | 33:23                                                                             | +0:12                                                                             | Stříbrná medaile                                                                | Andrine Benjaminsen                                                             | 32:18                                                                           | +0:06                                                                           |
| Bronzová medaile                                                                  | Johan Runesson                                                                    | 33:58                                                                             | +0:47                                                                             | Bronzová medaile                                                                | Denisa Kosová                                                                   | 34:24                                                                           | +2:12                                                                           |
| 4                                                                                 | Miloš Nykodým                                                                     | 34:40                                                                             | +1:29                                                                             | 4                                                                               | Amilia Bjorklund                                                                | 34:28                                                                           | +2:16                                                                           |
| 5                                                                                 | Johan Hogstrand                                                                   | 35:02                                                                             | +1:51                                                                             | 5                                                                               | Kerstin Ullmann                                                                 | 34:47                                                                           | +2:35                                                                           |
| 6                                                                                 | Rassmus Andersson                                                                 | 35:04                                                                             | +1:53                                                                             | 6                                                                               | Miia Niittynen                                                                  | 34:53                                                                           | +2:41                                                                           |
| Informace a oficiální výsledky krátké trati                                       |                                                                                   |                                                                                   |                                                                                   |                                                                                 |                                                                                 |                                                                                 |                                                                                 |

## Závod štafet (Relay)
| Zkrácené výsledky                        | Zkrácené výsledky                                             | Zkrácené výsledky                        | Zkrácené výsledky                        | Zkrácené výsledky                        | Zkrácené výsledky                                              | Zkrácené výsledky                        | Zkrácené výsledky                        |
| Muži                                     | Muži                                                          | Muži                                     | Muži                                     | Ženy                                     | Ženy                                                           | Ženy                                     | Ženy                                     |
| ---------------------------------------- | ------------------------------------------------------------- | ---------------------------------------- | ---------------------------------------- | ---------------------------------------- | -------------------------------------------------------------- | ---------------------------------------- | ---------------------------------------- |
| - Traťové parametry: - Mapa: - 28 štafet | - Traťové parametry: - Mapa: - 28 štafet                      | - Traťové parametry: - Mapa: - 28 štafet | - Traťové parametry: - Mapa: - 28 štafet | - Traťové parametry: - Mapa: - 19 štafet | - Traťové parametry: - Mapa: - 19 štafet                       | - Traťové parametry: - Mapa: - 19 štafet | - Traťové parametry: - Mapa: - 19 štafet |
| Umístění                                 | Jméno                                                         | Čas                                      | Ztráta                                   | Umístění                                 | Jméno                                                          | Čas                                      | Ztráta                                   |
| Zlatá medaile                            | Švédsko Rassmus Andersson Oskar Sjöberg Johan Runesson        | 1:39:26                                  |                                          | Zlatá medaile                            | Švédsko Josefin Tjernlund Helena Karlsson Lilian Forsgren      | 1:56:44                                  |                                          |
| Stříbrná medaile                         | Švýcarsko Christoph Meier Kaspar Hägler Florian Schneider     | 1:42:14                                  | +2:48                                    | Stříbrná medaile                         | Česko Adéla Indráková Denisa Kosová Jana Knapová               | 1:57:49                                  | +1:05                                    |
| Bronzová medaile                         | Finsko Otto Simosas Einari Heinaro Mikko Siren                | 1:42:45                                  | +3:19                                    | Bronzová medaile                         | Norsko Sigrid Alexandersen Andrine Benjaminsen Ingjerd Myhre   | 2:02:21                                  | +5:37                                    |
| 4                                        | Česko Jan Petržela Miloš Nykodým Pavel Kubát                  | 1:43:15                                  | +3:49                                    | 4                                        | Rusko Anna Dvorianskaia Anastasiia Potapenko Tatiana Bevza     | 2:02:29                                  | +5:45                                    |
| 5                                        | Norsko Jo Forseth Indgaard Jon Aukrust Osmoen Ivar Lundanes   | 1:44:16                                  | +4:50                                    | 5                                        | Velká Británie Joanna Shepherd Lucy Jane Butt Charlotte Watson | 2:02:32                                  | +5:48                                    |
| 6                                        | Německo Bjarne Friedrichs Christoph Prunsche Moritz Doellgast | 1:46:23                                  | +6:57                                    | 6                                        | Švýcarsko Anina Brunner Lilly Gross Martina Ruch               | 2:05:55                                  | +9:11                                    |
| Informace a oficiální výsledky štafet    |                                                               |                                          |                                          |                                          |                                                                |                                          |                                          |

## Medailové pořadí podle zemí
Pořadí zúčastněných zemí podle získaných medailí v jednotlivých závodech mistrovství (tzv. olympijského hodnocení).
| Medailové pořadí podle zemí | Medailové pořadí podle zemí | Medailové pořadí podle zemí | Medailové pořadí podle zemí | Medailové pořadí podle zemí | Medailové pořadí podle zemí |
| Pořadí                      | Stát                        | Zlatá medaile               | Stříbrná medaile            | Bronzová medaile            | Celkem                      |
| --------------------------- | --------------------------- | --------------------------- | --------------------------- | --------------------------- | --------------------------- |
| 1                           | Švédsko                     | 5                           |                             | 2                           | 7                           |
| 2                           | Velká Británie              | 2                           |                             |                             | 2                           |
| 3                           | Česko                       | 1                           | 3                           | 1                           | 5                           |
| 4                           | Finsko                      | 1                           | 1                           | 2                           | 4                           |
| 5                           | Švýcarsko                   |                             | 3                           | 1                           | 4                           |
| 6                           | Norsko                      |                             | 2                           | 2                           | 4                           |
| 7                           | Rusko                       |                             | 1                           |                             | 1                           |

## Česká reprezentace na AMS
Česko reprezentovalo 6 mužů a 6 žen.
| Přehled umístění českých reprezentantů | Přehled umístění českých reprezentantů | Přehled umístění českých reprezentantů | Přehled umístění českých reprezentantů | Přehled umístění českých reprezentantů | Přehled umístění českých reprezentantů | Přehled umístění českých reprezentantů |
| Kategorie                              | Jméno                                  | Klasika                                | Krátká                                 | Sprint                                 | Štafety                                | Mix štafety                            |
| -------------------------------------- | -------------------------------------- | -------------------------------------- | -------------------------------------- | -------------------------------------- | -------------------------------------- | -------------------------------------- |
| Ženy                                   | Barbora Hrušková                       | 22. místo                              | 20. místo                              | X                                      | X                                      | X                                      |
| Ženy                                   | Adéla Indráková                        | X                                      | 7. místo                               | disk                                   | 2. místo                               | X                                      |
| Ženy                                   | Adéla Jakobová                         | 18. místo                              | 34. místo                              | X                                      | X                                      | X                                      |
| Ženy                                   | Eva Kabáthová                          | disk                                   | X                                      | 28. místo                              | X                                      | X                                      |
| Ženy                                   | Jana Knapová                           | 5. místo                               | X                                      | 9. místo                               | 2. místo                               | 2. místo                               |
| Ženy                                   | Denisa Kosová                          | X                                      | 3. místo                               | 1. místo                               | 2. místo                               | 2. místo                               |
| Muži                                   | Daniel Hájek                           | 10. místo                              | 21. místo                              | 40. místo                              | X                                      | X                                      |
| Muži                                   | Pavel Kubát                            | 7. místo                               | 2. místo                               | X                                      | 4. místo                               | X                                      |
| Muži                                   | Tomáš Kubelka                          | 11. místo                              | X                                      | X                                      | X                                      | X                                      |
| Muži                                   | Marek Minář                            | 14. místo                              | X                                      | 57. místo                              | X                                      | X                                      |
| Muži                                   | Miloš Nykodým                          | X                                      | 4. místo                               | 4. místo                               | 4. místo                               | 2. místo                               |
| Muži                                   | Jan Petržela                           | X                                      | 10. místo                              | 4. místo                               | 4. místo                               | 2. místo                               |